# Кодженланг, Трой
Трой Исайя Каипо Кодженланг (англ. Troy Isaiah Kaipo Kojenlang; род. 26 апреля 1997, Ваилуку, Гавайи) — маршалловский пловец.

## Биография
Трой Кодженланг родился 26 апреля 1997 года в американской статистически обособленной местности Ваилуку на Гавайях.
В 2015 году окончил среднюю школу Болдуина в Ваилуку. Обучался компьютерной технике.
Выступал в соревнованиях по плаванию за гавайский клуб «Мауи Долфинз».
В 2013 году участвовал в чемпионате мира в Барселоне. На дистанции 50 метров брассом занял 65-е место (31,38 секунды), на дистанции 100 метров брассом — 69-е (1 минута 10,42 секунды).
В 2014 году вошёл в состав сборной Маршалловых Островов на летних юношеских Олимпийских играх в Нанкине. На дистанции 50 метров вольным стилем занял 42-е место, показав результат 26,39 секунды и уступив 2,83 секунды худшему из попавших в полуфинал Роберту Глинцэ из Румынии. На дистанции 100 метров брассом занял 36-е место с результатом 1.10,80, уступив 7,18 секунды худшему из попавших в полуфинал Ким Джэ Юну из Южной Кореи.
Живёт в Ваилуку.